# Onthophagus echinus
Onthophagus echinus är en skalbaggsart som beskrevs av Antoine Boucomont 1914. Onthophagus echinus ingår i släktet Onthophagus och familjen bladhorningar. Inga underarter finns listade i Catalogue of Life.